# Kanaat Nachitsjevan
Het kanaat Nachitsjevan (Perzisch: خانات نخجوان, Khānāt-e Nakhchevān; Azerbeidzjaans: ناخچیوان خانلیغی; Armeens: Նախիջեւանի խանութիւն, Naxijewani xanowt'iwn) was een kanaat dat in 1747 in Afsharidisch Perzië werd opgericht.
Het grondgebied van het kanaat kwam grotendeels overeen met de huidige Azerbeidzjaanse autonome republiek Nachitsjevan en de Armeense  provincie Vajots Dzor. Het is vernoemd naar de belangrijkste nederzetting, de stad Nachitsjevan.

## Geschiedenis
Tot de ondergang van het Safawiedenrijk bleef Nachitsjevan een administratieve eenheid van de provincie Erivan (ook bekend als Chokhur-E Sa'd). Kort na de herovering van Jerevan in 1604 tijdens de Ottomaans-Safawidische Oorlog van 1603-1618, stelde sjah Abbas I Cheragh Sultan Ustajlu aan als zijn nieuwe gouverneur, die al snel werd opgevolgd door Maqsud Sultan Kangarlu. Maqsud Sultan was een militaire commandant afkomstig van de Kangarlu-tak van de Ustajlu-stam; de laatste was een van de oorspronkelijke Qizilbash-stammen die sinds de vroegste dagen de macht aan de Safawiden hadden geleverd. De Kangarlu waren een kleine stam die zich in Perzisch Armenië aan de oevers van de Aras gevestigd had. Later dat jaar, tijdens dezelfde oorlog, bedreigden Ottomaanse troepen het gebied. Sjah Abbas beval Maqsud Sultan de gehele bevolking van het Nachitsjevan-gebied naar Arasbaran en Dezmar te evacueren, inclusief de Armeniërs van Jolfa, die in het volgende jaar naar Isfahan werden verplaatst. De Perzische heerschappij werd onderbroken door Ottomaanse bezettingen van 1635-1636 en 1722-1736. Het werd officieel een volledig functionerend kanaat tijdens de Afshariden-dynastie. Aanvankelijk maakte het grondgebied van Nachitsjevan deel uit van het Kanaat Jerevan, maar werd later geregeerd door een afzonderlijke kan.
Tijdens de Russisch-Perzische Oorlog van 1804-1813 bezetten Russische troepen onder generaal Ivan Goedovitsj in 1808 kort Nachitsjevan, maar als gevolg van het Verdrag van Gulistan werd het teruggegeven aan Perzië.
Tijdens de Russisch-Perzische oorlog van 1826-1828 benoemde Abbas Mirza in 1827 Ehsan Khan Kangarlu als commandant van Abbasabad, een fort van strategisch belang voor de verdediging van het kanaat Nachitsjevan . Na zware verliezen in een poging om het fort op 14 juli door escalade te nemen, begonnen de Russen een belegering. Ehsan Khan nam in het geheim contact op met de Russische commandant, generaal Ivan Paskevitsj, en opende de poorten van het fort voor hem op 22 juli 1827. Met het Verdrag van Turkmenchay werd in 1828 het kanaat een Russisch bezit. Ehsan Khan werd beloond met het gouverneurschap, de rang van generaal-majoor van het Russische leger en de titel van campagne-ataman van de Kangarlu-militie.

### Afschaffing van het kanaat
In 1828 werden de kanaten van Jerevan en Nachitsjevan ontbonden en hun territoria samengevoegd tot de oblast Armenië. In 1840 werd die oblast ontbonden en zijn grondgebied opgenomen in het grotere nieuwe gouvernement Georgië-Imeretië. Deze nieuwe indeling was van korte duur, en in 1845 werd een uitgebreid nieuw territorium gevormd, de kraj Kaukasus, waarin de voormalige oblast Armenië deel werd van de subdivisie gouvernement Tiflis. In 1849 werd het gouvernement Jerevan afgesplitst van het gouvernement Tiflis. Het omvatte ook het grondgebied van het voormalige kanaat Nachitsjevan, dat de oejezd Nachitsjevan werd.
Na de ontbinding van het kanaat namen de kans de gerussificeerde achternaam Chan Nachtsjivanski aan. De mannen van de familie kwamen traditioneel in de Russische openbare diensten, voornamelijk het leger. De familie bleef zeer rijk, waren de grootste landeigenaren in het district en bleven grote invloed uitoefenen op de rest van de moslimgemeenschap. Zes Chan Nachtsjivanski's werden generaals in de Keizerlijk Russische, Sovjet- en Iraanse legers.
Twee zonen van Ehsan Khan - Ismail Khan en Kalbali Khan - waren generaals in het Russische leger en ontvingen de Orde van Sint-Joris IV graad voor hun acties in de strijd. Een zoon van Kalbali Khan, Goesejn Chan Nachtsjiivanski, was een prominente Russische militaire commandant en adjudant-generaal van de Russische keizer, en zijn neven, Jamsjid Chan en Kalbali, waren respectievelijk generaals in de Sovjet- en Iraanse legers.